# Lionel Garcin
Lionel Garcin (* 1972 in Avignon) ist ein französischer Jazz- und Improvisationsmusiker (Saxophone, auch Trompete).

## Werdegang
Garcin, der zunächst Physik studierte, verlegte sich dann auf das Saxophon, das er am Konservatorium seiner Geburtsstadt studierte. Mit der Gruppe Hiatus war er Preisträger des ersten Tremplin Jazz Avigon. Zu ersten Aufnahmen kam es 1999 im Sextett von Jean-Pierre Julian.  Seit 2000 gehört er den Combos von Denis Fournier an und ist auch an mehreren Alben mit ihm beteiligt. Auch war er Mitglied von New Lousadzak. In unterschiedlichen Formationen arbeitete er seit 15 Jahren immer wieder mit Barre Phillips, unter anderem im Trio mit Émilie Lesbros und in der Großformation EMIR.
2007 legte er ein Soloalbum vor.
Aktuell spielt er auch in den Duos NOP mit Frantz Loriot und Le Concert Perché mit Laurent Charles, sowie in Two Level Lunch mit Emmanuel Cremer, Dominic Lash und Alex Ward. Er ist weiterhin mit Claude Tchamitchian, Louis Sclavis, Christine Wodrascka, Raymond Boni, Alain Joule, Isabelle Duthoit, Guillaume Orti, Remi Charmasson und Frank Lowe aufgetreten und auch auf Alben von Michel Lambert und von Intolerable Heat zu hören.

## Diskographische Hinweise
- L'instar intime (Emouvance 2007)
- E.M.I.R. Evertide Europa Jazz Festival 11 (2011, mit Barre Phillips, Catherine Jauniaux, Émilie Lesbros, Laurent Charles, Emmanuel Cremer, Patrice Soletti, Charles Fichaux, Francois Rossi)
- Guillaume Séguron, Lionel Garcin, Patrice Soletti Solo pour trois (AJMI 2012)
- The Turbine Entropy – Enthalpy (RogueArt 2015, mit Harrison Bankhead, Hamid Drake, Benjamin Duboc, Ramón López,  sowie Jean-Luc Cappozzo)
- Grand Chahut Ensemble (Thödol 2015)